# Grand Prix automobile de France 2001
GP précédent GP suivant
Le Grand Prix automobile de France 2001 (Mobil 1 Grand Prix de France 2001), disputé sur le circuit de Nevers Magny-Cours à 12 km au sud de Nevers le 1er juillet 2001, est la 673e épreuve du championnat du monde de Formule 1 courue depuis 1950 et la dixième manche du championnat 2001.

## Classement

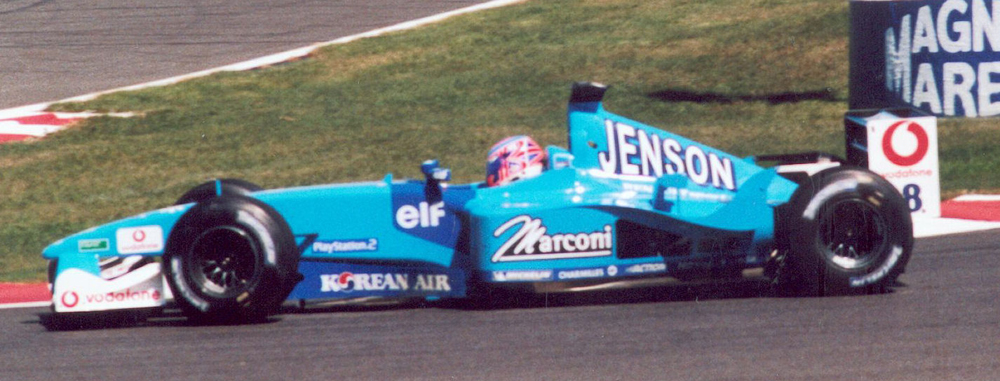
Jenson Button sur Benetton-Renault au Grand Prix de France 2001.

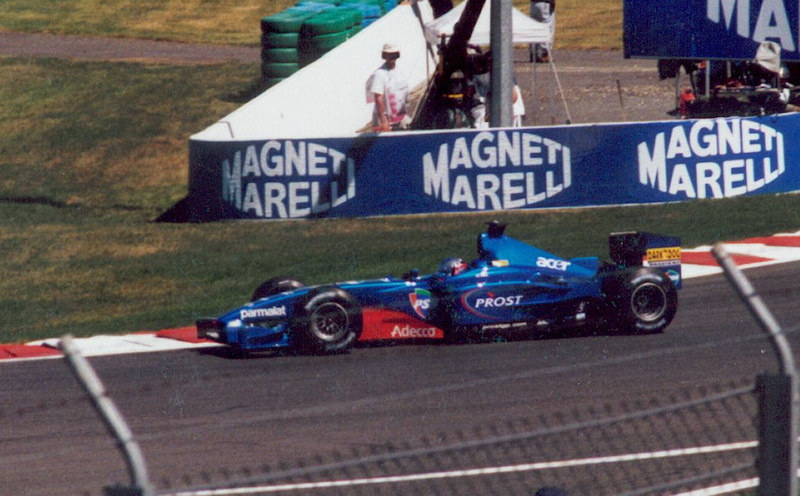
Jean Alesi sur Prost-Acer au Grand Prix de France 2001.

| Pos. | No | Pilote                | Écurie           | Tours | Temps/Abandon                      | Grille | Points |
| ---- | -- | --------------------- | ---------------- | ----- | ---------------------------------- | ------ | ------ |
| 1    | 1  | Michael Schumacher    | Ferrari          | 72    | 1 h 33 min 35 s 636 (196,167 km/h) | 2      | 10     |
| 2    | 5  | Ralf Schumacher       | Williams-BMW     | 72    | + 10 s 399                         | 1      | 6      |
| 3    | 2  | Rubens Barrichello    | Ferrari          | 72    | + 16 s 381                         | 8      | 4      |
| 4    | 4  | David Coulthard       | McLaren-Mercedes | 72    | + 17 s 106                         | 3      | 3      |
| 5    | 12 | Jarno Trulli          | Jordan-Honda     | 72    | + 1 min 08 s 285                   | 5      | 2      |
| 6    | 16 | Nick Heidfeld         | Sauber-Petronas  | 71    | + 1 tour                           | 9      | 1      |
| 7    | 17 | Kimi Räikkönen        | Sauber-Petronas  | 71    | + 1 tour                           | 13     |        |
| 8    | 11 | Heinz-Harald Frentzen | Jordan-Honda     | 71    | + 1 tour                           | 7      |        |
| 9    | 9  | Olivier Panis         | BAR-Honda        | 71    | + 1 tour                           | 11     |        |
| 10   | 23 | Luciano Burti         | Prost-Acer       | 71    | + 1 tour                           | 15     |        |
| 11   | 7  | Giancarlo Fisichella  | Benetton-Renault | 71    | + 1 tour                           | 16     |        |
| 12   | 22 | Jean Alesi            | Prost-Acer       | 70    | + 2 tours                          | 19     |        |
| 13   | 14 | Jos Verstappen        | Arrows-Asiatech  | 70    | + 2 tours                          | 18     |        |
| 14   | 19 | Pedro de la Rosa      | Jaguar-Ford      | 70    | + 2 tours                          | 14     |        |
| 15   | 20 | Tarso Marques         | Minardi-European | 69    | + 3 tours                          | 22     |        |
| 16   | 8  | Jenson Button         | Benetton-Renault | 68    | Pression d'essence                 | 17     |        |
| 17   | 21 | Fernando Alonso       | Minardi-European | 65    | Moteur                             | 21     |        |
| Abd. | 18 | Eddie Irvine          | Jaguar-Ford      | 54    | Moteur                             | 12     |        |
| Abd. | 6  | Juan Pablo Montoya    | Williams-BMW     | 52    | Moteur                             | 6      |        |
| Abd. | 15 | Enrique Bernoldi      | Arrows-Asiatech  | 17    | Moteur                             | 20     |        |
| Abd. | 10 | Jacques Villeneuve    | BAR-Honda        | 5     | Moteur                             | 10     |        |
| Np.  | 3  | Mika Häkkinen         | McLaren-Mercedes |       | Boîte de vitesses                  | 4      |        |

## Pole position et record du tour
- Pole position : Ralf Schumacher en 1 min 12 s 989 (vitesse moyenne : 209,621 km/h).
- Meilleur tour en course : David Coulthard en 1 min 16 s 088 au 53e tour (vitesse moyenne : 201,083 km/h).

## Tours en tête
- Ralf Schumacher : 23 (1-23)
- Michael Schumacher : 39 (24-25 / 31-45 / 51-72)
- David Coulthard : 1 (26)
- Juan Pablo Montoya : 9 (27-30 / 46-50)

## Statistiques
- 50e victoire pour Michael Schumacher.
- 141e victoire pour Ferrari en tant que constructeur.
- 141e victoire pour Ferrari en tant que motoriste.
- Mika Häkkinen ne dispute pas la course à cause d'une boîte de vitesses défaillante dans le tour de mise en grille.